# Coenotephria metoporina
Coenotephria metoporina är en fjärilsart som beskrevs av Karl Schawerda 1919. Coenotephria metoporina ingår i släktet Coenotephria och familjen mätare. Inga underarter finns listade i Catalogue of Life.